# Liste der Banken in Sierra Leone
Dies ist eine Liste der Banken in Sierra Leone. Sie enthält alle Banken im westafrikanischen Sierra Leone.

## Zentralbank
- Bank of Sierra Leone

## Geschäftsbanken
Stand: September 2024
- Access Bank Sierra Leone[1]
- Bloom Bank Africa[2]
- Commerce & Mortgage Bank[3]
- Ecobank Sierra Leone[4]
- Guaranty Trust Bank[5]
- Rokel Commercial Bank[6]
- Sierra Leone Commercial Bank[7]
- Skye Bank Sierra Leone[8]
- Standard Chartered Bank Sierra Leone[9]
- Union Trust Bank[10]
- United Bank for Africa[11]
- Vista Bank Sierra Leone[12]
- Zenith Bank Sierra Leone[13]

Quelle:

### Ehemalige
- First International Bank Sierra Leone
- International Commercial Bank Sierra Leone[15]

## „Community“-Banken
Stand: September 2024
- APEX Bank Sierra Leone
- Kabala Community Bank
- Kamakwie Community Bank
- Koindu Community Bank
- Madina Community Bank
- Marampa Masimera Community Bank
- Mattru Community Bank
- Nimikoro Community Bank
- Nimiyama Community Bank
- Pendembu Community Bank
- Sandor Community Bank
- Segbwema Community Bank
- Simbaru Community Bank
- Sumbuya Community Bank
- Taiama Community Bank
- Tongo Field Community Bank
- Yoni Community Bank
- Zimmi Community Bank

Quelle: